# Parabrachylaima euglandensis
Parabrachylaima euglandensis är en plattmaskart. Parabrachylaima euglandensis ingår i släktet Parabrachylaima och familjen Brachylaimidae. Inga underarter finns listade i Catalogue of Life.